# Вечірній бульвар (станція метро)
47°56′13″ пн. ш. 33°25′16″ сх. д. / 47.9369463° пн. ш. 33.4211612° сх. д.
«Вечірній бульвар» (до 2016 — «Майдан Артема») — підземна станція Криворізького преметро. Відкрита 26 грудня 1986 року. Приймає усі маршрути: 1М 2М 3М 4М.

## Опис
Двопрогінна станція мілкого закладення з двома прямими береговими платформами. Колони облицьовані коричневим мармуром, стіни глазурованою плиткою. Наземний вестибюль має круглу форму. Будівля станції розташована на розі вулиць Павла Глазового, Космонавтів та скверу Героїв Чорнобиля, що на провулку Бульварному, який прямує до районного виконкому та вулиці Володимира Великого — однієї з ланок магістралі, що прямує через усе місто.
Станція розташована поруч із Бульваром Вечірнім — житловим масивом 1970-х, 1980-х років забудови. Згідно з початковим проектом, уздовж вулиць Павла Глазового і Космонавтів лінія мала проходити на поверхні, станція також повинна була бути наземною. Це розділило б мікрорайон навпіл. Тому на цій дистанції (довжиною 2,3 км) колію пустили під землю. Лінія залишила на поверхні широку технічну смугу, але створення бар'єру вдалося уникнути.

## Цікаві факти
- Сам Вечірний бульвар, за яким названа станція, знаходиться на відстані щонайменше 850 м від самої станції.
- Будівля станції ззовні архітектурно дуже нагадує сусідню станцію Мудрьона (проте, у всьому іншому станції кардинально відрізняються).

## Оголошення інформатора
- Обережно, двері зачиняються! Наступна станція "Майдан Артема". [Архівовано 12 червня 2010 у Wayback Machine.]
- "Майдан Артема". [Архівовано 12 червня 2010 у Wayback Machine.]